# Óda na Vřídlo
Óda na Vřídlo je poetická oslavná báseň na lázně Karlovy Vary sepsaná (v latině) kolem roku 1500. Později vzniklo několik překladů do českého jazyka, z nichž za nejpodařenější je považován překlad Jaroslava Vrchlického.

## Historie

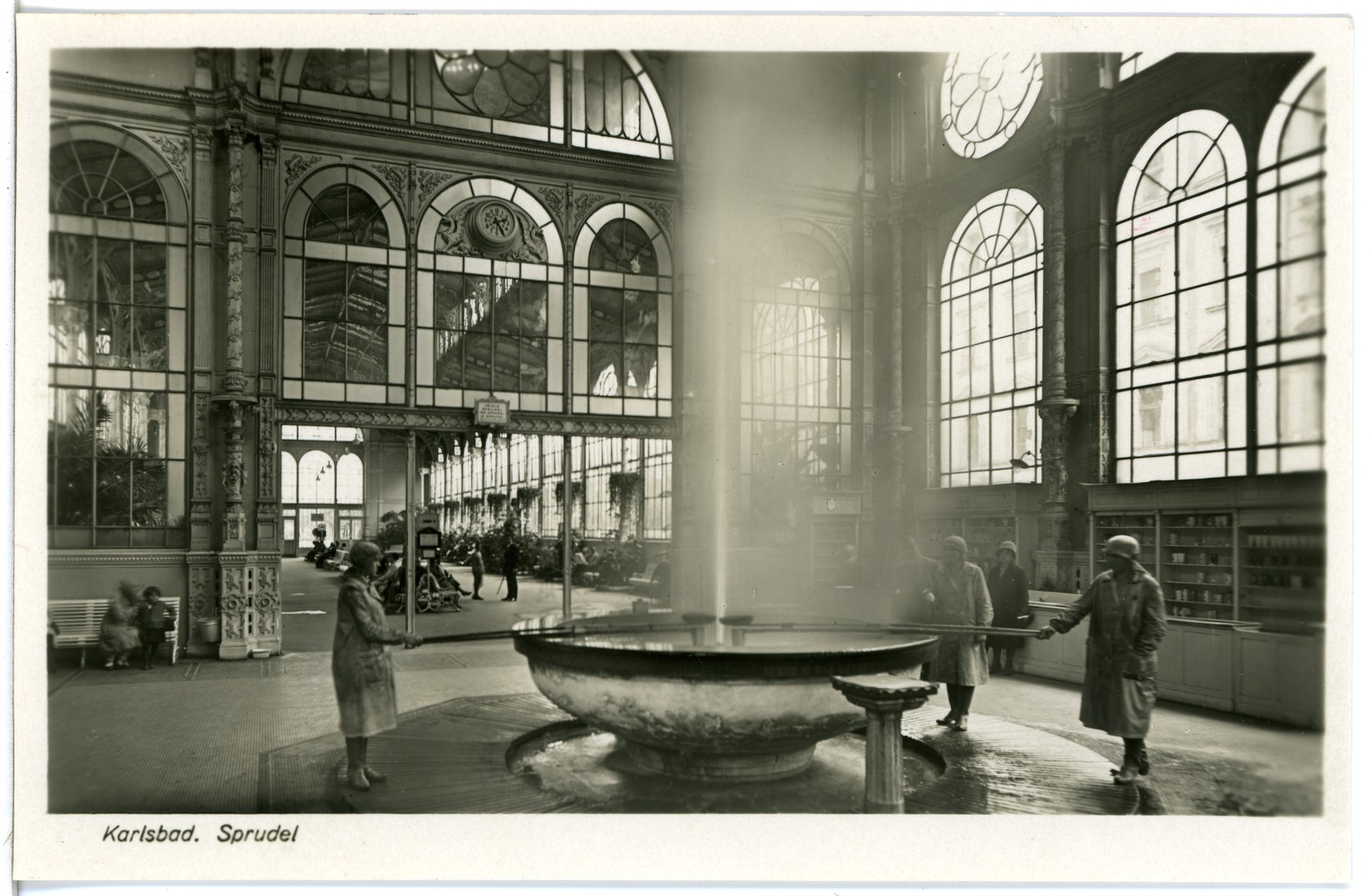
Vřídlo v Karlových Varech, foto z roku 1930

Báseň vznikla pravděpodobně kolem roku 1500. Inspirací pro ni byla zřejmě Martialova chvála severoitalského Altina. V roce 1542 ve Wittenbergu bylo publikováno dílo Caspara Bruschia Encomia Hubae Slaccenwaldensis, v němž byla tato osmnáctiveršová óda otištěna. Poté byla v roce 1562 publikována v souboru básní Bohuslava Hasištejnského z Lobkovic; podruhé byla sbírka vydána roku 1570.
Až v roce 1815 ódu znovu objevil karlovarský historik a kněz August Leopold Stöhr u pražského obchodníka s uměleckými předměty Franze Zimmera, který míval vždy o lázeňské sezoně obchod na Staré louce v domě Krásná královna. Stöhr zde našel volný list s textem německé básně. Byl to překlad Hasištejnského ódy. Dalším pátráním bylo zjištěno, že text pochází z knihy o Bohuslavu Hasištejnském profesora Ignáce Cornovy, která vyšla v Praze v roce 1808. Stöhr později tento německý překlad zařadil do své knihy Kaiser Karlsbad, třetího vydání z roku 1817.
Osobnost a tvorba Hasištejnského zajímala karlovarského lékaře Jeana de Carro. Podle něj byl Hasištějnský ve své době nejzasloužilejší propagátor karlovarských pramenů. Carro shromažďoval údaje o jeho tvorbě a právě Carrovou zásluhou byly básně kvalitně přeloženy do předních evropských jazyků. Své poznatky pak v roce 1829 vydal ve francouzském a německém jazyce v monografii, v níž bylo i dvaadvacet překladů ódy do patnácti jazyků (např. do francouzštiny od Alexandra Dumase).

## Překlady do češtiny
Do Carrovy monografie přeložil ódu do českého jazyka jeho dlouholetý přítel spisovatel, buditel a vlastenec Karel Alois Vinařický. Druhým, zdařilejším překladem do češtiny byla práce českého kněze premonstrátského řádu v klášteře Teplá Josefa Vojtěcha Sedláčka. Třetí překlad, který je považován za nejlepší, je dílem českého básníka Jaroslava Vrchlického. Existuje i starší verze překladu Vrchlického, která se jen nepatrně liší od té o deset let pozdější. Byla otištěna v Rutteho průvodci po Karlových Varech. Konečné znění překladu Vrchlického bylo poprvé otištěno v roce 1898 ve sbírce Z niv poesie národní a umělé. Takto zní:
Vřídlu karlovarskémuVřídlo hodné, by tě Musy plným sborem opěvovaly,
odkud žhavé prameny tvé tryskajíce výš se valí?
Sirné žíly, vápno živé odkud zázrakem se nesou,
jsou to Sicílie žáry, které hrudí Etny třesou?
Či snad Pluto je tvůj soused, zahřívá on Styxu žehy
vlny tvoje? Ustupte již, vyhlášené Báje břehy
i vy zřídla, Antenor kde odpočinul u Timava,
i ty zdroji blíže Rýna modrojasný, jehož sláva
proto dále světem letí, že blíž tebe odpočívá
nejzbožnější císařů všech Karel Velký! Hleď, jak divá
síla co tu bublin hází do vzduchu! Ó pohleď, pramen
pestře jak tu na své cestě barví mramor, barví kámen,
řek bys, Iris hraje sotva takto barev duhojasem.
Svaté Vřídlo, tryskej dále, pěň se neztenčené časem,
ať rod lidský z Tebe čerpá dlouho zdraví, navrať kmetu
čerstvou sílu, bledé dívce líčka nachem polej v květu,
všechny uzdrav, veselejší ať jde každý domů, všudy
velebí tě, kdo v tvé vlny chorobné své vnořil údy.

V Karlových Varech u Mlýnského pramene v polokruhové apsidě Mlýnské kolonády visí dvě mramorové desky. Na jedné je originál Ódy na Vřídlo Bohuslava Hasištejnského z Lobkovic, na druhé pak překlad básně Jaroslava Vrchlického.